# Business
"Business" is een single van rapper Eminem, afkomstig van zijn album The Eminem Show. De track werd geproduceerd door Dr. Dre en werd alleen buiten de VS uitgebracht als single, waar het goed presteerde. In Nederland bereikte het de 9e positie in de Top 40.

## Charts
| Chart                           | Hoogste positie |
| ------------------------------- | --------------- |
| Australische ARIA Single Top 50 | 4               |
| Belgische Ultratop 50           | 28              |
| Duitse Single Top 100           | 15              |
| Engelse Single Top 75           | 6               |
| Ierse Single Top 50             | 7               |
| Nederlandse Top 40              | 9               |
| Nieuw-Zeeland Single Top 40     | 14              |
| Oostenrijkse Single Top 75      | 22              |
| United World Chart              | 15              |

Business betekent in het Amerikaans / Engels; werk, omzet, zaak of winkel.